# Forte Focardo
Il forte Focardo è una fortificazione costiera situata nel comune di Capoliveri, nei pressi della frazione di Naregno e sud dell'imbocco portuale di Porto Azzurro, lungo la costa sud-orientale dell'isola d'Elba rivolta verso il canale di Piombino.

## Storia e descrizione
L'imponente complesso fortificato venne fatto costruire in epoca seicentesca, più precisamente nel 1678, dal governatore Don Ferdinando Joaquim Focardo de Roquentes y Zuñiga per implementare il sistema difensivo dello Stato dei Presidi, il cui territorio includeva anche buona parte della costa orientale e meridionale dell'isola. La fortificazione continuò a svolgere le sue funzioni di avvistamento e di difesa fino al periodo ottocentesco, quando fu decisa la graduale dismissione della struttura militare.
Il forte Focardo si presenta come un'imponenente fortificazione costiera, posta in posizione dominante e strategica su un promontorio lungo la linea di costa. La sua pianta quadrangolare stellata è rafforzata da quattro baluardi angolari e da due piccoli bastioni che sporgono, uno a metà del lato settentrionale ed uno a metà del lato orientale; il suo aspetto generale è particolarmente apprezzabile dall'alto. L'intero complesso è caratterizzato dalla presenza di possenti basamenti a scarpa che si adattano all'orografia del promontorio su cui sorgono; le strutture murarie esterne si presentano  rivestite in pietra sul basamento del lato Nord. Attorno alle mura esterne, sul lato terra,  si sviluppava originariamente un fossato, che garantiva ulteriori condizioni di sicurezza alla fortificazione costiera in caso di attacco sia da terra che da mare. All'interno del complesso si trovano alcuni fabbricati, che in passato ospitavano la polveriera e gli alloggi delle guarnigioni.
Oggi forte Focardo ospita il faro di Capo Focardo della Marina Militare, costituito da una torre ottagonale in pietra di calcare rosa e gli alloggi del personale della Marina Militare.